# Hans Christian Dreis
Hans Christian Dreis (* 24. Juni 1809 in Gaarden, Holstein; † 22. Juli 1872 in Davenport, Iowa) war ein deutscher Lehrer, Geograph und Parlamentarier.

## Leben und Wirken
Hans Christian Dreis war ein Sohn des Hufners, Gastwirts und Bauernvogts Georg Friedrich Dreis (* 18. Oktober 1767 in Gaarden; † 25. März 1809 ebenda) und dessen Ehefrau Magdalena Christina Dorothea, geborene Timmermann (* 17. Dezember 1773 in Meimersdorf; † 4. Oktober 1822 in Gaarden).
1830 begann Dreis ein Studium in Kiel und setzte es 1832/33 in Berlin fort. Nach der Promotion zum Dr. phil. 1835 an der Universität Kiel arbeitete er ab 1838 als Hilfslehrer am Johanneum in Hadersleben. Ein Jahr später wechselte er als Hilfslehrer an die Meldorfer Gelehrtenschule, an der er 1843 Subrektor wurde. Im November 1847 zog er nach Heidelberg und strebte eine Habilitation an. 1848 notierte er, dass er aufgrund des „durch die Pariser Ereignisse herbeigeführten Umschwungs der Ideen [und der] Rückwürkung derselben auf deutsche Zustände“ davon abgesehen habe.
Dreis ging zurück nach Meldorf und trat in das Freikorps von Wasmer ein, dem er bis zu dessen Auflösung im Mai 1848 angehörte. Danach versuchte er, eine Professur für Geografie an der Universität Kiel zu bekommen. Die Fakultät lehnte sein Gesuch aufgrund mutmaßlich fehlender fachlicher Qualifikation ab und gab zudem an, dass die Universität nicht ausreichend frequentiert sei, um einen Lehrstuhl für Geografie einzurichten. Dreis bekam dennoch eine Stelle als Privatdozent.
Im Herbst 1848 erhielt Dreis ein Stipendium, das ihm eine Studienreise zwecks Weiterbildung in Geografie an einer größeren Universität ermöglichen sollte. Es ist nicht dokumentiert, ob er dieses tatsächlich nutzte. Im August 1848 trat er als linksliberaler Abgeordneter für den Distrikt Meldorf in die konstituierende, im Sommer 1850 in die ordentliche Schleswig-Holsteinische Landesversammlung ein. Nach der Schlacht bei Idstedt schloss er sich freiwillig der 5. Rendsburger Festungsbatterie an, anschließend der 24-pfündigen Granatkanonenbatterie.
Ab September 1850 beteiligte sich Dreis wieder an Sitzungen der Landesversammlungen. Während seiner Zeit als Politiker setzte er sich für die Interessen von Schulen ein. Er sprach sich dafür aus, Realgymnasien einzurichten und ein Gesetz zu erlassen, nach dem das Unterrichtswesen überarbeitet werden sollte.
1851 wanderte Dreis in die USA aus und unterrichtete anfangs an einer freien deutschen Schule in St. Louis. Sein Bruder Johann Christian Dreis (1800–1858), der als Gastwirt und Brauer in Gaarden arbeitete, bat ihn 1853, in Davenport eine Brauerei zu eröffnen. Da der Bruder nicht wie angekündigt nach Davenport zog, übernahm Dreis selbst die Leitung des Betriebes, dessen Abläufe ihm größtenteils unbekannt waren.
1856 heiratete Dreis in Davenport eine Frau unbekannten Namens. Aufgrund mangelnder wirtschaftlicher Erfolge seiner Brauerei verkaufte er diese 1869. Anschließend arbeitete er erneut als Lehrer.

## Arbeiten als Geograf
Dreis hatte sich seit seiner Zeit in Meldorf vermehrt mit der Naturkunde beschäftigt und philologische Arbeiten reduziert. Er gab bevorzugt Erdkundeunterricht und gründete 1840 den „Geographischen Verein zu Meldorf“. Er verfasste einige Beiträge, in denen er sich dafür einsetzte, den Unterricht in Natur- und Erdkunde zu fördern.
Dreis war der erste Privatdozent für Geografie, der eine Stelle in diesem Fach an einer deutschen Hochschule erhielt. Mit seiner Berufung richtete die Kieler Universität die Geografie als eigenständigen Fachbereich ein. In seinen Vorlesungen behandelte er insbesondere die vergleichende Geografie mit deren Grundsätzen und Methoden. Darüber hinaus sprach er über die Länderkunde Deutschlands, Europas und Asiens. 
Bei seinem Verständnis der vergleichenden Geografie orientierte sich Dreis an Carl Ritter und Alexander von Humboldt. Aus seiner Sicht bedeutete dies, die integrierenden Teile der Erdoberfläche zu betrachten und deren Gesetze und Wechselbeziehungen zu erforschen. Das Ziel sollte sein, die Erde als Organismus abschließend zu erfassen. 1848 kündigte er ein umfangreiches Werk über Wesen und Bedeutung der vergleichenden Geografie an, das jedoch nie publiziert wurde.
Nach der Emigration in die USA referierte Dreis häufig im Bereich der allgemeinen Volkskunde. Gemäß dem Davenport Democrat aus dem Juli 1872 ließen seine Vorträge „an Gründlichkeit, Klarheit der Auffassung und Freiheit des Geistes nichts zu wünschen übrig“.